# Franz Mange
Franz Mange (* getauft 7. November 1776 in Genf als François; † 11. Februar 1846 in Lindau, reformiert, von Rougemont, Genf und ab 1799 von St. Gallen) war ein Textilkaufmann. 
Franz Mange wurde in Genf als Sohn des Pfarrers Marc Samuel Mange geboren. Er heiratete in erster Ehe Anna Maria Enz, die Tochter des Spinnereipatrons und Politikers Johann Konrad Enz und in zweiter Ehe die Katharina Fels. 
Der ausgebildete Textilkaufmann übersiedelte in die Textilstadt St. Gallen, wo er 1829 zwei Handstickmaschinen von Josua Heilmann erwarb und sich die exklusiven Vertriebsrechte für solche Maschinen für die Schweiz sicherte. Er erlaubte allerdings der mechanischen Werkstätte in St. Gallen-St. Georgen die Produktion solcher Maschinen. Obwohl die Werkstätte einige Maschinen verkaufen konnte, waren sie nicht erfolgreich, da noch nicht technisch ausgereift. Mange versuchte während der folgenden zehn Jahre, die Mängel zu beheben, das gelang ihm aber nicht. 
1839 überliess Mange schliesslich die Stickmaschinen seinem Schwiegersohn Jacob Bartholome Rittmeyer, dem dann, zusammen mit seinem Sohn und dessen Mechaniker der entscheidende Durchbruch zur Verbesserung der Handstickmaschine gelingen sollte. 1841 ging die Textilfirma von Franz Mange in Konkurs. 